# 渡邊義弘 (アニメーター)
渡邊 義弘（わたなべ よしひろ、1971年7月4日 - ）は、日本のアニメーター、キャラクターデザイナー、メカニックデザイナー。フロンティアワン所属。新潟県出身。
血液型A型。愛称は、「なべち」「ぎんぱち」など。

## 来歴・人物
ゲーム原画を担当することもあり、その時の名義は「Moo℃団」である。
業界入り当初から2000年代半ば頃までは、「渡辺 義弘」名義で活動していた。童夢に在籍していた時期もあったが、2014年現在はフリーランスとなっており、主にキャラクターデザインの役職で活躍している（2020年10月時点では、フロンティアワンに在籍）。
影響を受けたアニメ作品として、『機動戦士ガンダム』や『トランスフォーマーシリーズ』などを挙げている（『人気アニメーター直筆データファイル 2011』、p64より）。
『劇場版 そらのおとしものFinal 永遠の私の鳥籠（エターナルマイマスター）』では、アフレコ現場でつい泣いてしまうほどの演技をイカロス役の早見沙織が見せたので総作画監督修正の作業時も、泣きながら修正作業を行っていた。

## 主な参加作品

### テレビアニメ
1999年
- D4プリンセス（メカデザイン）

2001年
- 花右京メイド隊（メカニックデザイン）

2002年
- おねがい☆ティーチャー（メカデザイン）

2003年
- おねがい☆ツインズ（メカデザイン）

2004年
- DearS（メカニックデザイン）

2005年
- 苺ましまろ（メカデザイン、小物デザイン）

2006年
- 夜明け前より瑠璃色な（キャラクターデザイン、総作画監督、プロップデザイン、他）
- 錬金3級 まじかる?ぽか〜ん（プロップデザイン）
- Soul Link（キャラクターデザイン）
- となグラ!（プロップデザイン）

2007年
- バンブーブレード（デザインワークス、作画監督）
- みなみけ（プロップデザイン、作画監督）

2008年
- あかね色に染まる坂（サブキャラクターデザイン）

2009年
- そらのおとしもの（キャラクターデザイン、総作画監督）

2010年
- みつどもえ（プロップデザイン）
- そらのおとしものf（キャラクターデザイン、総作画監督）
- 祝福のカンパネラ（アイキャッチデザイナー）

2011年
- 僕は友達が少ない（キャラクターデザイン、総作画監督）

2013年
- 僕は友達が少ないNEXT（キャラクターデザイン、総作画監督）

2015年
- 新妹魔王の契約者（キャラクターデザイン、総作画監督） - 「わたなべ よしひろ」名義。
- 新妹魔王の契約者 BURST（キャラクターデザイン、総作画監督） - 同上。

2016年
- 魔装学園H×H （デザインワークス） - 同上。

2020年
- おーばーふろぉ（キャラクターデザイン） ‐ 「渡辺 義弘」名義。
- いわかける! - Sport Climbing Girls -（キャラクターデザイン、総作画監督、第12話ラストカット原画） - 同上。

2022年
- 史上最強の大魔王、村人Aに転生する（サブキャラクターデザイン） - 同上。
- 異世界迷宮でハーレムを（総作画監督） ‐ 同上。

2023年
- Lv1魔王とワンルーム勇者（キャラクターデザイン、総作画監督） ‐ 「渡辺 義弘」名義。

2024年
- 神は遊戯に飢えている。（キャラクターデザイン） ‐ 「渡辺 義弘」名義。
- 悶えてよ、アダムくん（キャラクターデザイン） ‐ 「渡辺 義弘」名義。

### 劇場アニメ
- 劇場版 そらのおとしもの 時計じかけの哀女神（キャラクターデザイン、総作画監督）
- そらのおとしもの Final 永遠の私の鳥籠（キャラクターデザイン、総作画監督）
- SAND LAND（作画監督）

### OVA
- 恋愛候補生 STARLIGHT SCRAMBLE（作画監督）

### Webアニメ
- SAND LAND: THE SERIES（作画監督）

### ゲーム
- ワルキューレ調教・ザーメンタンクの戦乙女10人姉妹〜精子を欲する女神の子宮〜（原画）
- ボクラはピアチェーレ（原画）
- アオリオ（原画）
- ドコのドナタの感情経路（原画）
- アオイロノート（原画）
- ゆらめく心に満ちた世界で、君の夢と欲望は叶うか（一部原画）

### その他
- ウレロ☆未完成少女（劇中アニメ『萌え萌え蘭丸-UTSUKEに恋して-』キャラクターデザイン）